# Mahya
Mahya é um género botânico pertencente à família Lamiaceae.

## Espécie
Mahya stellata

## Nome e referências
Mahya Cordem.